# الانتخابات البرلمانية اللبنانية 1960
الانتخابات البرلمانية اللبنانية 1960 أجريت خلال الفترة 12 يونيو وحتى 2 يوليو 1960 لأنتخاب أعضاء مجلس النواب العاشر،  فاز المرشحون المستقلون بأغلبية المقاعد، وكانت نسبة المشاركة 50.7 ٪،  وكانت عدد المقاعد 99 مقعداً، بزيادة 33 مقعداً عن الانتخابات السابقة.

## قانون الانتخابات
وضع الرئيس فؤاد شهاب قانون الانتخابات في 26 أبريل/نيسان 1960، ورفع عدد النواب إلى 99 نائباً، واعتمد الدوائر على أساس القضاء وعاصمة المحافظة، وتم تقسيم لبنان إلى 26 دائرة وهي الاقضية وقد عرف هذا القانون ب«قانون الستين». واستمر معمولاً به حتى العام 1992.

### الدوائر الانتخابية
1. مدينة طرابلس 5 مقاعد
2. قرى قضاء طرابلس مقعدين
3. قضاء عكار 4 مقاعد
4. قضاء زغرتا 3 مقاعد
5. قضاء الكورة مقعدين
6. قضاء بشري مقعدين
7. قضاء البترون مقعدين
8. قضاء زحلة 5 مقاعد
9. قضاء البقاع الغربي وقضاء راشيا 3 مقاعد
10. قضاء بعلبك وقضاء الهرمل 7 مقاعد
11. بيروت الأولى 8 مقاعد
12. بيروت الثانية 3 مقاعد
13. بيروت الثالثة 5 مقاعد
14. قضاء بعبدا 5 مقاعد
15. قضاء المتن 5 مقاعد
16. قضاء الشوف 8 مقاعد
17. قضاء عاليه 5 مقاعد
18. قضاء كسروان 4 مقاعد
19. قضاء جبيل 3 مقاعد
20. قضاء صيدا مقعد
21. قرى قضاء بعبدا مقعدين
22. قضاء النبطية 3 مقاعد
23. قضاء صور 3 مقاعد
24. قضاء بنت جبيل مقعدين
25. قضاء مرجعيون وقضاء حاصبيا 4 مقاعد
26. قضاء زجين 3 مقاعد

## النتائج
| الحزب                    | الأصوات | ٪   | مقاعد | +/-    |
| ------------------------ | ------- | --- | ----- | ------ |
| المستقلين                |         |     | 68    | +17    |
| حزب الكتائب              |         |     | 6     | +4     |
| الحزب الوطني الليبرالي   |         |     | 5     | الجديد |
| حزب الاتحاد الدستوري     |         |     | 5     | +2     |
| الحزب الاشتراكي التقدمي  |         |     | 5     | +3     |
| الكتلة الوطنية اللبنانية |         |     | 4     | -1     |
| الاتحاد الثوري الأرمني   |         |     | 4     | +2     |
| حزب التنظيم الوطني       |         |     | 1     | الجديد |
| حزب النجادة              |         |     | 1     | الجديد |
| أصوات غير صالحة / فارغة  |         | -   | -     | -      |
| مجموع                    | 527271  | 100 | 99    | +33    |
| المصدر: Nohlen et al.    |         |     |       |        |

## وصلات خارجية
- مجلس النواب اللبناني
- "الجمهورية اللبنانية - مجلس النواب  - قانون صادر في 26 نيسان 1960 يتعلق بانتخاب أعضاء المجلس النيابي" (PDF). www.lp.gov.lb. مؤرشف من الأصل (pdf) في 2020-01-25. اطلع عليه بتاريخ 2019-05-24.